# Ilex hylonoma
Ilex hylonoma är en järneksväxtart som beskrevs av Hu Hsien-Hsu och T. Tang. Ilex hylonoma ingår i släktet järnekar, och familjen järneksväxter. Utöver nominatformen finns också underarten I. h. glabra.